# 브로리
브로리(일본어: ブロリー)는 드래곤볼의 등장인물이다.
성우
- 일본: 시마다 빈
- 대한민국: 김기흥(투니버스 스페셜), 김혜성(대원방송 극장판)

슈퍼 사이어인이며, 태어날 당시에 전투력이 무려 1만이나 되었지만 그의 요람 옆에 있던 손오공의 울음소리로 인해 울게되고 그 후유증으로 인해 손오공을 본 순간 그의 힘은 통제불능의 상태가 된다. 결국 그는 신 베지터 혹성을 초토화시키고,이를 막으려는 오공,오반 부자와 피콜로, 크리링, 트랭크스,베지터를 물리치지만 끝에 가서 손오공에게 일격을 받아 행방불명되었으나, 그로부터 7년후 캡슐에 탄 상태로 지구에 착륙하게 되고 그곳에 우연히 있던 오반과 오천,어린 트랭크스를 손오공이라고 생각하고 공격한다.결국엔 드래곤볼의 소원으로 잠시 돌아온 손오공이 아들들과 함께 물리친다. 그러나 그지역 인근의 가짜 주술사 촌장이 어느 갑부와 함께 바이오 테크놀로지를 동원해 그를 살려내지만, 불완전체로 부활하여 결국 바다에 수장된다. 이름의 유래는 브로콜리.

## 같이 보기
- 드래곤볼의 등장인물 목록